# IC50

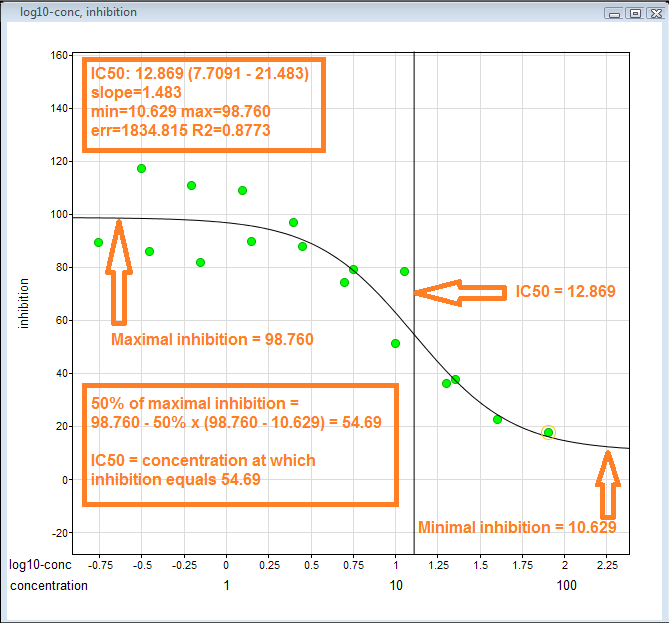
Graphische Ermittlung der IC_{50} anhand von Beispielwerten

Als mittlere inhibitorische Konzentration (IC50) wird die Konzentration eines Inhibitors (synonym Hemmstoff) bezeichnet, bei der eine halbmaximale Inhibition (halbmaximale Hemmung) beobachtet wird. Die Dosis-Wirkungs-Kurve ist sigmoidal (S-förmig), weshalb eine Konzentration mit maximaler Wirkung erst bei vergleichsweise hohen Konzentrationen auftritt. Daher wird der Wert nahe dem Wendepunkt genommen. Hat beispielsweise ein Inhibitor bei 100 nanomol/l 50 % der maximalen Inhibitorwirkung, wäre das die IC50.
In der Pharmakologie wird die IC50 verwendet, um die Wirkstärke eines Antagonisten anzugeben. Dieser ist vergleichbar mit der EC50 eines Agonisten.
Nach der FDA ist die IC50 die Konzentration einer Substanz, die für eine 50%ige Inhibierung in vitro notwendig ist. Die EC50 gibt auch die Plasmakonzentration an, die notwendig ist für einen 50%igen Effekt in vivo.
Abhängig ist die IC50 bzw. EC50 bei kompetitiven Inhibitoren von der Michaeliskonstante Km, der Dissoziationskonstante des Enzym-Inhibitor-Komplexes Ki und der Substratkonzentration [S], dargestellt in der Cheng-Prusoff-Gleichung:
{\displaystyle {{\text{IC}}_{50}}=\left(1+{\frac {[{\text{S}}]}{K_{m}}}\right)\cdot K_{i}}
Da der IC50-Wert in Nanomolar (nM) oder Mikromolar (µM) angegeben wird und deshalb etwas unhandlich ist, wird auch der sogenannte pIC50-Wert verwendet. Er berechnet sich aus dem IC50-Wert durch Bildung des negativen dekadischen Logarithmus aus dem Zahlenwert der Konzentration in mol/l. 
Beispiel:
{\displaystyle {\text{IC}}_{50}=167\,{\text{nM}}=167\cdot 10^{-9}\,{\text{mol}}\cdot {\text{l}}^{-1}\;\Rightarrow \;p{\text{IC}}_{50}=-\log _{10}(167\cdot 10^{-9})=9-\log _{10}(167)=6{,}78}
Andere Zahlenwerte, beispielsweise IC95 geben die Konzentration an, die notwendig ist, um 95 % zu inhibieren.